# Arthur Laurents
Arthur Laurents (New York, 14 de julho de 1917 - New York, 5 de maio de 2011) foi  produtor, escritor, roteirista e diretor artístico estadunidense.
É o autor do libreto de "Gipsy", bem como, roteirista do filme "Nosso Amor de Ontem" e diretor de vários espetáculos musicais, ganhador do Tony de 1968.